# Olszówka (dopływ Białej)
Olszówka – potok lewobrzeżny dopływ Białej o długości 5,71 km i średnim spadku 5,3%.
Potok płynie u podnóży północno-wschodniej części Beskidu Śląskiego, na terenie Bielska-Białej. Jego źródła znajdują się na północno-zachodnim stoku szczytu Kołowrót i na północnym skłonie przełęczy Kołowrót, na wysokości ok. 750 m n.p.m., w granicach Parku Krajobrazowego Beskidu Śląskiego. Spływa początkowo stromą i zalesioną doliną w kierunku północnym. W pobliżu dolnej stacji kolei linowej na Szyndzielnię koryto Olszówki skręca w kierunku północno-wschodnim. Odtąd potok jest uregulowany, zaś w dolnym biegu płynie kamiennym żłobem. Uchodzi do Białej na północnym skraju Mikuszowic, na wysokości 338 m n.p.m.
W dolinie Olszówki leżą zabudowania Olszówki Górnej i Dolnej, pierwotnie dwóch samodzielnych wsi, a od 1969 r. peryferyjnych dzielnic Bielska-Białej. Doliną Olszówki na znacznym odcinku biegnie czerwono znakowany szlak turystyczny z Cygańskiego Lasu na Szyndzielnię.